# ÖBB 5046 sorozat
Az ÖBB 5046 és az ÖBB 5146 egy osztrák dízel-hidrodinamikus motorvonat sorozat volt.

## Története
Az Osztrák Szövetségi Vasutak (ÖBB) az 5045 és 5145 sorozatú „Blauer Blitz” („Kék Villám”) típusú városközi motorvonatok sikere alapján elhatározta egy, a típuson alapuló fő- és mellékvonali helyi vonatok továbbítására alkalmas vontató dízelmotorkocsi létrehozását, mellyel ezen vonatokon megszüntethető a gőzvontatás. Ezért 17 db mindkét végén vezetőállással ellátott, poggyászteres motorkocsit rendelt meg a grazi Simmering-Graz-Pauker (SGP) cégtől. A három darab négytengelyes mellékkocsi továbbítására alkalmas motorkocsin egy vonatfűtési gőzkazánt is elhelyeztek. A gépi berendezést és az azt magába gépes forgóvázat 5045 és 5145 sorozatból változatlanul vették át, mindössze a tengelyhajtóművek fogaskerékáttételét módosították, mely így kisebb, 100 km/h-s végsebességet, viszont nagyobb vonóerőt tett lehetővé. A hűtőberendezést itt is a tetőbe építve helyezték, amely azonban alacsonyabb építésű lett, mint az eredeti 5045-ösöké. Tekintettel arra, hogy az 5045-ösök meleglevegő-befúvó berendezésével kedvezőtlen tapasztalatokat szereztek, így a motorkocsi utasterének a fűtését is a gőzkazán biztosította. A motorkocsik homlokán nyitott kivitelű átjárókat alakítottak ki olló rácsokkal.
Az 5046 sorozatú motorkocsikkal szerzett kedvező tapasztalatok nyomán újabb 8 db motorkocsit rendeltek meg 5146 sorozatjellel, melyek az alábbi módosításokkal készültek:
- Az utastér méretét a poggyásztér rovására egy ablakmezővel megnövelték,
- Teliablakok helyett osztott ablakokat építettek be (az 1960-as években az 5046-osokat is ilyen ablakokkal alakították át),
- Beépítésre került egy harmadik homlokfényszóró (az 1960-as években az 5046-osok is megkapták),
- Csökkentették a beszállótér méretét,
- A motorkocsik utasterét Webasto berendezés fűtötte.
- A dízel motor teljesítményét a fordulatszám növelésével megemelték (ezt az 1960-as években az 5046-osokon is végrehajtották).

### 5046.1 és 5146.1 sorozatok
A motorkocsik közül 13 db-ot távvezérléssel láttak el a Wien FJB–Tulln közötti ingavonatok továbbítására. A motorkocsihoz 7046 sorozatú mellékkocsikat és az azokból kialakított 6546 sorozatú vezérlőkocsikat kapcsolták. A motorkocsikat „hangos” végükkel kifelé voltak csatolva. Az így átalakított motorkocsik pályaszámát 100-zal megnövelték, az alváltozat típusjelzése 5046.1 illetve 5146.1 lett.

### 5046.2 és 5146.2 sorozatok
A motorkocsik mindinkább átkerültek a mellékvonalakra, ahol egy-egy 6546 sorozatú vezérlőkocsival párban közlekedtek. Valamennyi motorkocsira távvezérlés került, viszont ennek elrendezését a mozdonyvezetők panaszai hatására megváltoztatták, így ezentúl a motorkocsi „csendes” (futó-) végükkel előre közlekedtek. Tekintettel arra, hogy a vezérlőkocsik saját Webasto-fűtőberendezéssel rendelkeztek, így a motorkocsiból a fűtőkazánt eltávolították és ezzel együtt a futóvégi vezetőfülke méretét megnövelték. A '70-es évek végén, '80-as évek elején a motorkocsik homlokára vörös zárjelzőfényt építettek be.
A mellékvonali forgalom következményeként (gyakori megállások) és a Webasto berendezés villamosenergia-igénye miatt a vezérlőkocsik tengelygenerátora nem biztosított elegendő villamos energiát, mely zavarokhoz vezetett. A problémát a motorkocsikba épített második segédüzemi generátorral oldották meg.

## A motorkocsik üzeme
Az 5046 sorozatú járművek Wien FJB, az 5146-osok Wien Ost állomásításúak voltak, majd az előbbiek Bécsújhelyre (Wr. Neustadt), utóbbiak St. Pöltenbe kerültek.
Pályafutásuk során az ÖBB számos vonalán megfordultak, így:
- KBS 1 St. Pölten–Pöchlarn és Haag–Linz
- KBS 6 Wien Süd–Tarvisio–Venezia SL
- KBS 7 Wien Ost–Pándorfalu (Parndorf)
- KBS 8 Wien FJB–Gmünd
- KBS 11 St. Pölten–Krems és Tulln
- KBS 11a St. Pölten–Leobersdorf, Kernhof és Türnitz
- KBS 12 Pöchlarn–Kienberg-Gaming
- KBS 22a Spittal–Lienz–Franzensfeste–Innsbruck
- KBS 51 Meidling–Ebenfurt
- KBS 52 Bécsújhely (Wiener Neustadt)–Graz, Rohonc (Rechnitz) és Felsőlövő (Oberschützen), valamint Fehring–Szentgotthárd
- KBS 52a Feldbach–Bad Gleichenberg
- KBS 52c Wittmannsdorf és Bad Fischau-Brunn–Gutenstein
- KBS 52d Bécsújhely (Wiener Neusatdt)–Puchberg
- KBS 52f Ebenfurt és Bécsújhely (Wiener Neustadt)–Felsőpulya (Oberpullendorf)
- KBS 56 Spielfeld-Strass–Radkersburg
- KBS 62 Zeltweg–Klagenfurt
- KBS 62a Zeltweg–Fohnsdorf
- KBS 62b St. Paul–Lavamünd–Dravograd–Bleiburg
- KBS 64 Launsdorf-Hochosterwitz–Hüttenberg
- KBS 66 Klagenfurt–Jesenice
- KBS 71 Wien Ost–Laa an der Thaya
- KBS 71a Stadlau–Marchegg
- KBS 72 Wien Nord–Wien EWA és Kledering–Felixdorf
- KBS 73 Pándorfalu (Parndorf)–Vulkapordány (Wulkaprodersdorf)
- KBS 81 Absdorf-Hippersdorf–St. Valentin
- KBS 82 Hadersorf am Kamp–Sigmudsherberg
- KBS 83 Schwarzenau–Zwettl
- KBS 83a Schwarzenau–Gilgenberg
- KBS 93 Wien Nord–Bernhardsthal
- KBS 93a Stammersdorf–Hohenau
- KBS 93b Gänserndorf–Marchegg
- KBS 94 Wien Nordwest és Floridsdorf–Drosendorf
- KBS 94a Sigmundsherberg–Laa an der Thaya

A motorkocsikat 1993-tól az esedékes fővizsgák helyett fokozatosan kiselejtezték, az 5046 206 és 5146 203 pályaszámú járműveket (majd további 1-1 db motorkocsit) eladtak a GYSEV-nek. A GYSEV a motorkocsikat mind a Győr–Sopron, mind a Sopron–Ebenfurt, mind a Fertővidéki HÉV Fertőszentmiklós–Nezsider (Neusiedl am See) vonalán közlekedtette.
Az ÖBB-nél az 1996-os selejtezési hullám után csak négy motorkocsi maradt: az 5046 215, az 5146 202, 207 és 208 pályaszámú járművek. Utoljára a St. Pölten–Traisen–St. Aegyd–St. Pölten, illetve a St. Pölten–Pöchlarn–Kienberg viszonylatokban közlekedtek.
A két járműsorozat utolsó járművét, az 5146 207-et – turbófeltöltő-hibával – 1997. január 31-én állították le.

## Szerkezete
A motorkocsi egy kétvezetőállásos, egyik végén kéttengelyes gépes hajtott forgóvázra, másik végén futóforgóvázra támaszkodik. A gépes forgóvázban helyezték el a dízelmotort, a hidrodinamikus hajtóművet és a tengelyhajtást. A hajtott végi vezetőállást a géptérben helyezték el. A géptér után a poggyásztér, majd az utastér következik. Az utasteret követi a kettős felszállóajtókkal ellátott előtér, mely mögött a WC-fülkét és részben a futóvégi vezetőfülkébe nyúló gőzkazánt helyezték el.

### Járműszerkezet
A járműszekrény könnyűépítésű hegesztett acélszerkezet. A forgóvázak hengerelt profilokból hegesztett, külső keretes szerkezetűek. A vonóerőt a járműszekrényre a forgócsap viszi át. Az ütköző- és vonókészülék könnyített szerkezetű. A forgóvázak kétlépcsős rugózásúak, mind a csapágy-, mind a himbarugózást laprugók biztosítják.

### Gépi berendezés
A járművek erőforrása az 5045 és 5145, valamint 2045 sorozatokkal azonos módon egy SGP S12a típusú 12 hengeres V-elrendezésű előkamrás feltöltött dízelmotor, mely 1350 min−1 fordulatszámon 368 kW (500 LE) teljesítményű. A motor fordulatszámát az 5146 sorozatnál (majd később az 5046 sorozatnál is) 1395 min−1-ra növelték, mely így 397 kW (540 LE) teljesítményű. Az erőátvitelt a Voith cég T 26 WAG típusú, két db azonos méretű, egymástól mechanikusan elhangolt nyomatékmódosítóból és mechanikus irányváltóból álló hajtómű biztosítja. A tengelyhajtás A 100 k típusú kúpkerekes hajtóművek biztosítják. A 3 hengeres V-elrendezésű légsűrítő a motorhoz állandóan, mechanikusan kapcsolódik. A villamosenergia-ellátást 48 V 400 Ah-s ólomakkumulátorok és egy 7 kW-os generátor biztosítja, mely indítómotorként is üzemel. A hűtőventilátor mechanikus meghajtású.

### Utastér
Az utasok számára egy 48 (5046 sor.), illetve 56 (5146 sor.) nemdohányzó másodosztályú utasterem áll rendelkezésre. A vonatvezető számára a poggyásztérben alakítottak ki egy fülkét. Tekintettel a kisebb poggyásztérre az 5146-osoknál később 4 ülőhely feláldozásával az utastérben alakítottak ki egy kabint. Az ülőhelyek 2+2 elrendezésűek, a páholyosztás 1 700 mm. Az ülések zöld műbőrbevonatot kaptak, melyet a '70-es években a főjavítások során rézvörös velúrra cseréltek.

## A vezérlő- (mellék-)kocsik
Összesen 20 db 7046 sorozatú mellékkocsi készült, melyek főbb szerkezeti elemei azonosak a motorkocsikéval. Itt az oldalanként két-két feljáróajtó az utasteret három részre osztja, a két végen egy-egy 24 személyes, középen pedig egy 32 ülőhelyes másodosztályú teremre. A mellékkocsik egy részét az 5046.1 és 5146.1 sorozatok kialakításával egyidőben vezérlőkocsivá alakították, sorozatjelzésük 6546 lett. A 5046.2 és 5146.2 sorozatokkal együtt fokozatosan (1984-ig) valamennyi mellékkocsit átalakították vezérlőkocsivá. Pályaszámuk 6546 201–220 lett. A GYSEV 4 db ilyen vezérlőkocsit (6546 208, 220) vett át.

## A „szögletes” vezérlőkocsik
Mivel az összesen 20 db 7046 sorozatú mellékkocsi készült, ezért a 25 db motorkocsihoz nem készülhetett belőlük elegendő számú vezérlőkocsi. Ezért 6 db 32500 sorozatú (később Bp 20-04) típusú, a 7046 sorozattal azonos elrendezésű és hasonló szerkezetű, de szögletes homlokfallal rendelkező személykocsit vezérlőkocsivá alakítottak át. A kocsik a 6546 221–226 pályaszámokat kapták. A 6546 226 pályaszámú jármű különleges volt abból a szempontból, hogy az 5145 sorozatú motorkocsik vezérlésére is alkalmas volt. Alkalmanként elő is fordult ez az érdekes vonatösszeállítás. 1 db ilyen vezérlőkocsi is a GYSEV-hez került.